# Cantone di La Trinité-Porhoët
Il Cantone di La Trinité-Porhoët era una divisione amministrativa dell'arrondissement di Vannes.
È stato soppresso a seguito della riforma complessiva dei cantoni del 2014, che è entrata in vigore con le elezioni dipartimentali del 2015.
Comprendeva i comuni di:
- Guilliers
- Évriguet
- Ménéac
- Mohon
- Saint-Malo-des-Trois-Fontaines
- La Trinité-Porhoët